# Колъм Маккан
Колъм Маккан (на английски: Colum McCann) е ирландски журналист и писател на произведения в жанра драма, биография и документалистика. Определян е от световните медии за един от най-добрите съвременни ирландски автори.

## Биография и творчество
Колъм Маккан е роден на 28 февруари 1965 г. в Дъблин, Ирландия. Следва журналистика в Дъблински технологичен институт. Едновременно работи като младши кореспондент на „The Irish Press Group“ и има собствена рубрика в „Evening Press“ до 21-годишна възраст. Пише и за „Herald“ и „Connaught Telegraph“.
През 1986 г. се премества в САЩ и работи за кратко в Хианис, Масачузетс. В периода 1986 – 1988 г. кара велосипед из САЩ, изминавайки повече от 12 000 километра. ез 1988 г. се премества в Тексас, където работи като възпитател по програма за непълнолетни престъпници и като управител на апартаменти.
Следва аспирантура в Тексаския университет в Остин и е приет в „Phi Beta Kappa“.
През 1992 г. се жени за Алисън Кристън Хоук. В периода 1993 – 1994 г. живеят в Япония, където той преподава английски език. Там започва да пише разкази. През 1994 г. те се преместват в Ню Йорк. Имат три деца – Изабела, Джон Майкъл и Кристиян.
Първата му книга „Fishing the Sloe-black River“ (Риболов на река Слей-блак) е издадена през 1994 г. През 1996 г. е екранизирана в едноименния късометражен филм с участието на Джон Кавана и Франк Кели.
Първият му роман „Songdogs“ (Кучешки песни) е издаден през 1995 г.
През 2000 г. по негова история е направен филма „Когато падне небето“ с участието на Джоан Алън, Патрик Бергин и Лиъм Кънингам.
През 2009 г. е издаден романа му „Нека големият свят се върти“. Обявен е за книга на годината от Amazon.com, „Observer“, „Financial Times“, и „Гардиън“. Романът е отличен Националната награда за книга на САЩ през 2009 г., както и с Дъблинска литературна награда „Импак“ за 2011 г., отличието Кавалер на Френския орден на изкуството, наградите „Ambassador“ и „Deauville“, и наградата за най-добър чуждестранен роман за 2010 г. в Китай.
Романът му „TransAtlantic“ от 2013 г. също става бестселър и получава няколко международни награди, наградата „Mondello Citta de Palermo“ в Италия.
Сюжетите на творбите му имат международна по обхват и география – темите му варират от бездомни хора в тунелите на метрото в Ню Йорк, през неволите в Северна Ирландия, до последиците от 11 септември, и поетично изследване на живота и културата на ромите в Европа. Произведенията му са преведени на над 40 езика по света.
Той е преподавател по творческо писане в програмата за специалността магистър по изящни изкуства в „Хънтър Колидж“ в Ню Йорк.
Негови статии са публикувани в „Ню Йорк Таймс“, „Ню Йоркър“, Esquire, Paris Review, The Atlantic Monthly, Granta, и в други международни издания.
Член е на Американската академия за изкуства и писма от 2017 г., както и на ирландската асоциация на художниците „Aosdana“. През 2012 г. получава почетната степен „доктор хонорис кауза“ от Дъблинския технологичен институт, а през 2013 г. от Университета Куинс, Белфаст.
Активно участва в благотворителни организации в Ню Йорк и Ирландия, и особено като съосновател през 2013 г. на глобалната благотворителна организация Narrative 4 (narrative4.com).
Колъм Маккан живее със семейството си в Ню Йорк.

## Произведения

### Самостоятелни романи
- Songdogs (1995)
- This Side of Brightness (1998)
- Dancer (2002) – художествена биография на Рудолф Нуреев
- Zoli (2006)
- Let the Great World Spin (2009)
Нека големият свят се върти, изд.: „Жанет 45“, Пловдив (2012, 2018), прев. Жени Колева
- TransAtlantic (2013)
- Apeirogon (2020)

### Сборници
- Fishing the Sloe-black River (1994)
- Everything In This Country Must (2000)
- From the Republic of Conscience (2009) – Мейв Бинчи, Джон Бойн, Джон Конъли, Роди Дойл, Шеймъс Хийни, Дженифър Джонстън, Нийл Джордан, Франк Маккорт и Колъм Тойбин
- Thirteen Ways of Looking (2015)

### Документалистика
- 365 Days in Ireland Calendar 2010 (2009)
- Letters to a Young Writer (2017)

### Екранизации
- 1996 Fishing the Sloe-Black River
- 2000 Когато падне небето, When the Sky Falls
- 2004 Everything in This Country Must